# خوان كارلوس باريديس
خوان كارلوس باريديس (Juan Carlos Paredes) لاعب كرة قدم إكوادوري، يلعب في مركز الظهير (ولد في 8 يوليو 1987).

## روابط خارجية
- خوان كارلوس باريديس على موقع الاتحاد الدولي (مؤرشف)  (الإنجليزية)
- خوان كارلوس باريديس على موقع قاعدة بيانات كرة القدم.إي يو (الإنجليزية)
- خوان كارلوس باريديس على موقع ليكيب (الفرنسية)
- خوان كارلوس باريديس على موقع ناشيونال فوتبول تيمز (الإنجليزية)
- خوان كارلوس باريديس على موقع Soccerbase.com (لاعب) (الإنجليزية)
- خوان كارلوس باريديس على موقع Soccerway.com (الإنجليزية)
- خوان كارلوس باريديس على موقع عالم كرة القدم.نت (الإنجليزية)
- خوان كارلوس باريديس على موقع AS.com (الإسبانية)